# David Meca
David Meca Medina (Sabadell, 1 de febrero de 1974) es un deportista español que compitió en natación, en la modalidad de aguas abiertas.
Ganó siete medallas en el Campeonato Mundial de Natación entre los años 1998 y 2005, y cuatro medallas en el Campeonato Europeo de Natación entre los años 2000 y 2004.

## Palmarés internacional
| Campeonato Mundial | Campeonato Mundial        | Campeonato Mundial | Campeonato Mundial |
| Año                | Lugar                     | Medalla            | Prueba             |
| ------------------ | ------------------------- | ------------------ | ------------------ |
| 1998               | Perth (Australia)         | Medalla de plata   | 25 km              |
| 2000               | Honolulu (Estados Unidos) | Medalla de oro     | 10 km              |
| 2000               | Honolulu (Estados Unidos) | Medalla de plata   | 5 km               |
| 2000               | Honolulu (Estados Unidos) | Medalla de plata   | 25 km              |
| 2003               | Barcelona (España)        | Medalla de plata   | 25 km              |
| 2003               | Barcelona (España)        | Medalla de bronce  | 10 km              |
| 2005               | Montreal (Canadá)         | Medalla de oro     | 25 km              |
| Campeonato Europeo |                           |                    |                    |
| Año                | Lugar                     | Medalla            | Prueba             |
| 2000               | Helsinki (Finlandia)      | Medalla de plata   | 25 km              |
| 2000               | Helsinki (Finlandia)      | Medalla de bronce  | 5 km               |
| 2002               | Berlín (Alemania)         | Medalla de bronce  | 25 km              |
| 2004               | Madrid (España)           | Medalla de plata   | 25 km              |

## Retos en su carrera
- Prisión de Alcatraz: el 21 de septiembre de 1999 fue el primer hombre en la historia en unir a nado la Isla de Alcatraz con la bahía de San Francisco, nadando con grilletes, con temperaturas extremas (sin protección de neopreno) y fuertes corrientes y tiburones, desafiando la historia sobre la imposibilidad de escapar de Alcatraz. Invirtió aproximadamente una hora en recorrer los 6 kilómetros del trayecto.[2][3]

- Estrecho de Gibraltar: el 16 de diciembre de 1999 consiguió batir el récord mundial y cruzarlo, usando traje de neopreno, en 2 horas y 29 minutos, con olas de hasta 3 metros.[4] Esta marca ha sido superada una única vez desde entonces, el griego Georgios Charcharis completó la travesía en 2 horas y 16 minutos, sin traje de neopreno, en 2009.[5]

- La Gomera-Tenerife: en septiembre de 2001 nadó 44 kilómetros uniendo las dos islas en 8 horas, nadando entre ballenas.[6]

- Tenerife-Gran Canaria: en mayo de 2002 nadó 100 kilómetros en 23 horas y 5 minutos.[7]

- Lago Ness: en diciembre de 2004, su objetivo era cubrir a nado los 36 kilómetros de distancia de uno de los lagos más famosos del mundo. Las bajas temperaturas le obligaron a dejar la prueba cuando llevaba recorridos 27,5 kilómetros, habiendo nadado ininterrumpidamente durante 5 horas y 47 minutos hasta ese momento.[8][9]

- Canal de la Mancha: lo cruzó en dos ocasiones, la primera el 10 de agosto de 2004 en 7 horas y 46 minutos,[10] y la segunda, el 24 de agosto de 2005, en 7 horas y 22 minutos,[11] con fuerte viento en contra, lo que le impidió batir el récord que estaba en poder de Chad Hundeby en 7 horas y 17 minutos.[12] En ambas ocasiones consiguió la mejor marca mundial del año obteniendo el premio Rolex. Es uno de los dos únicos nadadores en la historia de la CSA (Channel Swimming Association) —junto al búlgaro Petar Stoichev—, que ha cruzado el Canal de la Mancha dos veces con marca inferior a 8 horas, siendo ambos tiempos la mejor marca mundial del año y, respectivamente, 17.ª y 11.ª mejor marca de la historia.

- Jávea-Ibiza: en enero de 2006, durante 25 horas y media, nadó los 110 kilómetros que separan Jávea (Alicante) de Ibiza (Islas Baleares), convirtiéndose en la primera persona que cruza a nado de la península a Baleares. Para ello tuvo que superar los 12 °C del agua del mar Mediterráneo en invierno, casi catorce horas sin luz natural en mar abierto, picaduras de medusas y una contractura en el brazo izquierdo que le hizo nadar los últimos kilómetros con tan sólo un brazo.[13][14]

- Río Guadalquivir: en abril de 2007 nadó a contracorriente, durante 23 horas y media, 90 kilómetros desde la desembocadura en Sanlúcar de Barrameda hasta Sevilla en el homenaje al centenario del Real Betis Balompié.[15]

- Estrecho de Gibraltar: El 5 de enero de 2008 intentó ser el primero en cruzar tres veces consecutivas y sin descanso el Estrecho de Gibraltar. Después de más de doce horas de travesía a nado, olas de más de 2 metros y una meteorología muy adversa, le obligaron a ser remolcado a la lancha de apoyo durante el trascurso del tercer tramo,[16] con lo que solamente se le ha reconocido el cruzar sin ayuda los dos primeros en un tiempo de 8 horas y 35 minutos.[17]

- Estrecho de Gibraltar: El 4 de julio de 2008 retoma el reto de cruzarlo tres veces consecutivas y sin descanso. Esta vez lo consiguió tras 14 horas y 5 minutos.[18][19] El récord de doble nado (ida y vuelta), que todavía posee, se le acreditó en 7 horas y 18 minutos en este nado.[20]

- Xacobeo 2010: El 5 de enero de 2010 se convierte en el primer peregrino que hace el Camino de Santiago a nado con el que rememora la llegada del Apóstol Santiago tras su martirio en Jerusalén en el año 44, cuando sus restos entraron en Galicia con una travesía a nado por la Ría de Arosa y remontando el Río Ulla hasta Puentecesures (Pontevedra). Este desafío estuvo marcado por las duras condiciones protagonizadas por las bajas temperaturas del agua en esta época del año que prácticamente no superó los seis grados durante las más seis horas que duró el reto, las fuertes corrientes de la zona, especialmente en el Río Ulla; y las olas y el viento que complicaron a David que llegó agotado y con hipotermia y tuvo que ser hospitalizado.[21][22]

- Estrecho de Gibraltar: el 16 de julio de 2010 bate el récord de travesía a nado por relevos junto a Liliana Liñero Azcárate, aún en vigor, al completar la travesía en 3 horas y 3 minutos.[23][24]

- Estrecho de Gibraltar: el 4 de enero de 2017 consiguió cruzar el Estrecho de Gibraltar en 3 horas y 39 minutos.[25]

- Prisión de Alcatraz: el 21 de septiembre de 2024, para conmemorar el 25 aniversario de su reto, vuelve a completar el desafío de fugarse de la prisión de Alcatraz.[26]

## Reconocimientos y distinciones
- Medalla de Plata de la Real Orden del Mérito Deportivo, otorgada por el Consejo Superior de Deportes (1999).[27]
- Medalla de Oro de la Channel Swimming Association (2005).[28]
- Placa de Honor del Comité Olímpico Español (2006).[29]
- Ha ingresado en el ISHOF, International Swimming Hall of Fame, Fort Lauderdale, Estados Unidos de América.[30]